# 사나다 마코토
사나다 마코토(일본어: 真田 まこと, 1994년 12월 28일~)는 일본의 그라비아 아이돌이자 방송인, 간호사이다.